# Pál Titkos
Pál Titkos (8. ledna 1908, Budapešť – 8. října 1988, Budapešť) byl maďarský fotbalista, útočník. S maďarskou reprezentací získal stříbrnou medaili na mistrovství světa v roce 1938. Na turnaji vstřelil dva góly, v semifinále Švédsku a ve finále Itálii. Za národní tým nastupoval v letech 1929–1938 a odehrál 48 utkání, v nichž vstřelil 13 branek. Na klubové úrovni hrál za Budai 33 (1926–1929) a MTK Budapešť (1929–1940). S MTK se stal dvakrát maďarským mistrem (1935/36, 1936/37) a jednou vyhrál maďarský pohár (1932). V roce 1937 byl vyhlášen maďarským fotbalistou roku. Po skončení hráčské kariéry se stal trenérem, vedl nejprve MTK, pak zastával několik funkcionářských postů, od roku 1956 pak působil jako trenér v Egyptě, kde se ujal i egyptské reprezentace (1958–1961), kterou v roce 1959 přivedl k vítězství na Africkém poháru národů.